# Eufriesea chalybaea
Eufriesea chalybaea là một loài Hymenoptera trong họ Apidae. Loài này được Friese mô tả khoa học năm 1923.